# Baco (Caravaggio)
Baco (en italiano, Bacco) es un cuadro del pintor italiano Caravaggio. Está realizado al óleo sobre lienzo y tiene unas dimensiones de 98 centímetros de alto por 84 de ancho. Se conserva en la Galería de los Uffizi de Florencia, Italia.

## Historia
Su datación no es segura, dándose por algunos autores la fecha entre 1596 y 1597 y situándolo otros hacia 1598.
Baco fue pintado poco después de que Caravaggio se uniera a la casa de su primer patrón importante, el cardenal Del Monte, y refleja los intereses humanistas del cultivado círculo del cardenal.
Parece que el cardenal lo encargó para regalarlo a Fernando I de Médici con ocasión de las celebraciones de las bodas del hijo Cosme II. La imagen aludiría irónicamente a la conocida frugalidad del Gran Duque, que era incluso abstemio.

## Análisis
La pintura representa a un joven dios Baco, reclinado a la manera clásica con uvas y hojas de parra en el pelo, manoseando el cordel de la floja toga que le cubre. Sobre una mesa de piedra enfrente de él hay un cuenco de fruta y una jarra grande de cristal con vino tinto; con su mano izquierda ofrece al espectador un cáliz o copa de vino llana y ancha, aparentemente invitando al espectador a unirse a él.
El vino se ha servido hace poco, como indican la espumilla en la jarra, mientras que Baco sostiene en la mano el cáliz con poca seguridad como muestran las vibraciones; las mejillas, como las manos, están sonrojadas y contrastan con la palidez de la piel, indicando un estado de ligera ebriedad.
Maurizio Calvesi ha propuesto que se interprete este y los otros cuadros de género alegórico-mitológico como las verdaderas y auténticas «Metamorfosis poéticas del tema sagrado», de acuerdo con la contemporánea concepción esotérico-religiosa. En este cuadro, la androginia del sujeto debe entenderse como unión de los contrarios y por lo tanto armonía, propia de lo divino, mientras que Baco, Dios muerto y resucitado, preanuncia simbólicamente la venida y el sacrificio de Cristo, que ofrece el cáliz de la salvación, como Baco que aquí ofrece el cáliz. 
Giovanni Baglione, temprano biógrafo de Caravaggio, en Le Vite de' Pittori, Scultori, Architetti, ed Intagliatori del 1642 escribe que Caravaggio 

Hizo algunos cuadritos de sí mismo retratado en el espejo. Y el primero fue un Baco con algunos racimos de uvas diversas

 aludiendo a la costumbre de pintar delante de una imagen reflejada en el espejo, motivo por el cual Baco tiene la copa en la mano izquierda, a pesar del obvio esfuerzo que le supone al modelo.
El uso de un espejo para ayudar al pintor mientras trabaja del natural elimina la necesidad de dibujo. De esta manera, lo que parece la mano izquierda del chico sería en realidad la derecha. El artista inglés David Hockney hizo de los métodos de trabajo de Caravaggio un rasgo central de su tesis (conocida como la tesis Hockney-Falco) que los artistas del Renacimiento y posteriores usaron alguna clase de cámara lúcida.
Debido a la sensual poesía de la realista pintura de Caravaggio, sería desacertado pensar en una caricatura o disfraz. No obstante, aunque no fuera esa la pretensión de Caravaggio, hay humor en esta pintura. El Baco sonrojado es un retrato adecuado de un adolescente medio borracho vestido con una sábana y apoyándose en un colchón en el palacio romano del cardenal, pero resulta menos convincente como dios grecorromano. No es Baco, sino un individuo ordinario disfrazado de Baco, el que mira al espectador, tedioso y despierto Las ondas en la superficie de su vino son mala señal: no será capaz de mantener la pose durante mucho más tiempo, y más vale que el artista se dé prisa y acabe de pintar la mano izquierda.
Caravaggio trata temas tradicionales, tanto sacros como profanos, pero no de la manera habitual en el Alto Renacimiento y el Manierismo, sino trivializándolos: una deidad pagana se ha transformado en un calavera equívoco, afeminado y de uñas sucias.
La fruta y la jarra han llamado más la atención de los expertos que el propio Baco. La fruta, porque la mayor parte de las piezas son incomestibles, lo que, según los críticos más serios, simboliza la fugacidad de las cosas mundanas. La jarra, porque después de limpiarse la pintura, apareció en el vidrio un pequeño retrato del artista trabajando en su caballete.

## Detalles

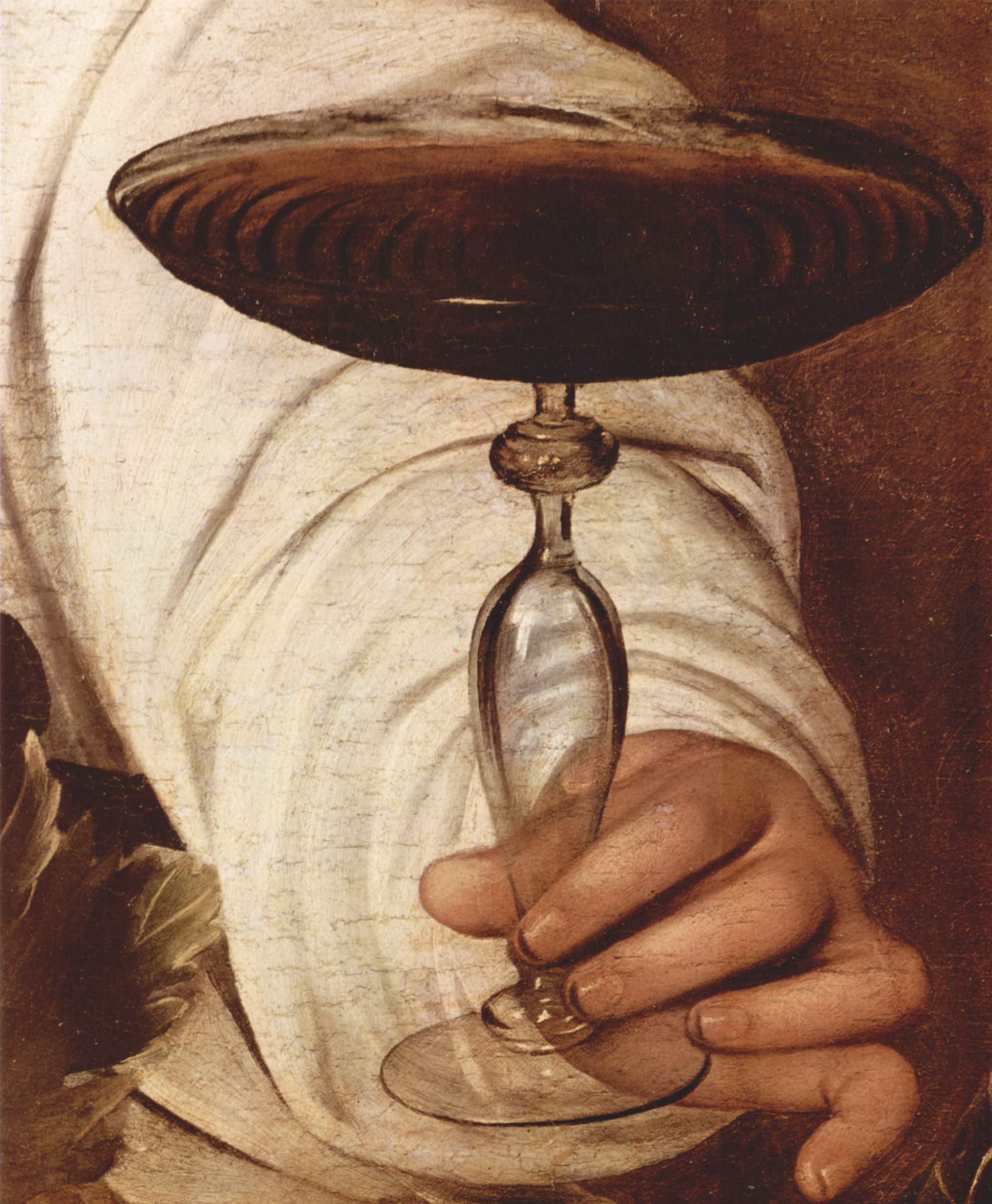
Mano con el cáliz.
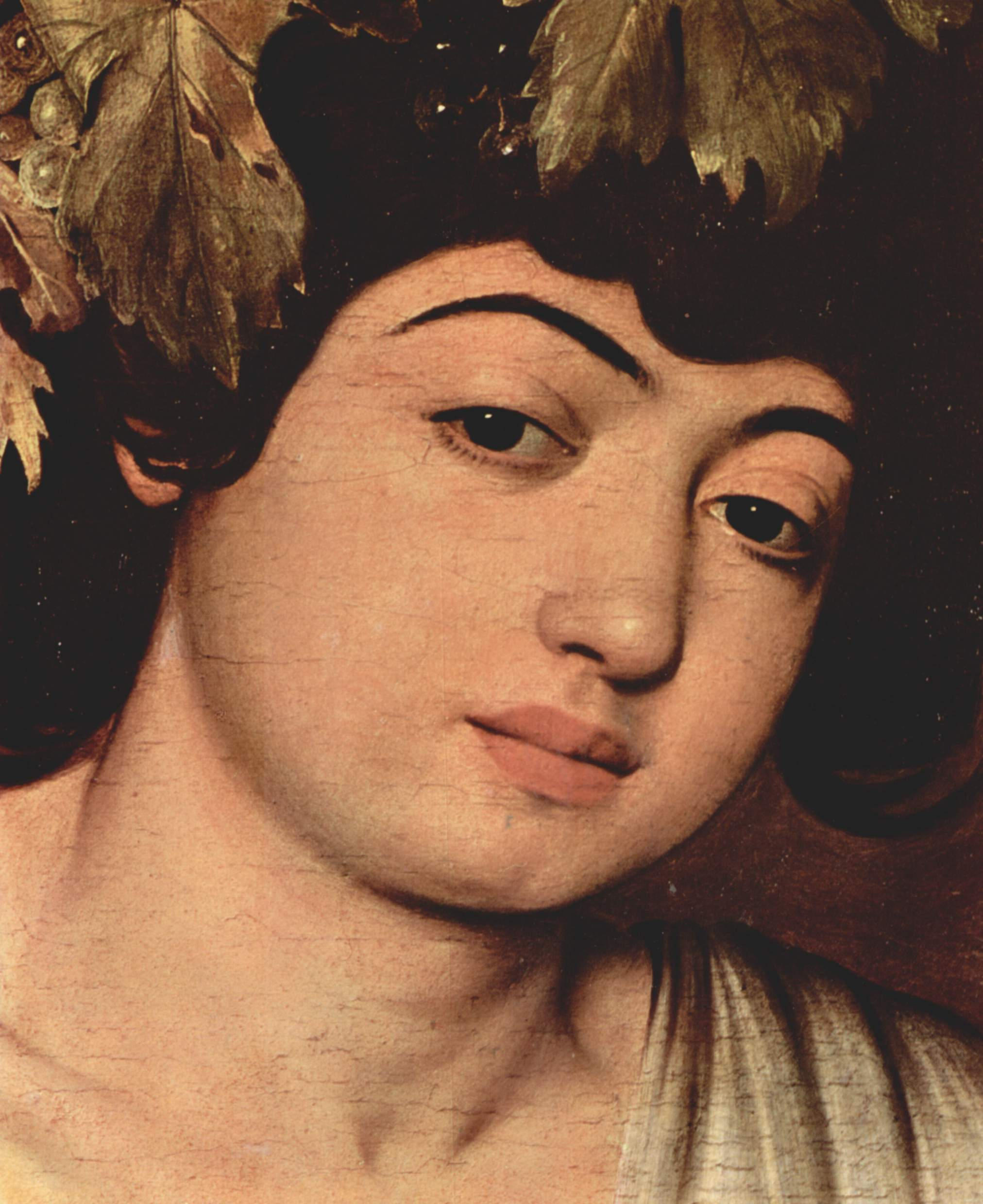
Rostro.